# Вестман, Эрика
Э́рика Ве́стман (швед. Erika Westman; род. 11 июня 1971) — шведская кёрлингистка.

## Команды
| Сезон   | Четвёртый       | Третий       | Второй        | Первый        | Запасной           | Турниры       |
| ------- | --------------- | ------------ | ------------- | ------------- | ------------------ | ------------- |
| 1995—96 | Аннетт Йорнлинд | Хелен Эдлунд | Эрика Вестман | Хелена Юнссон | Элизабет Густафсон | ЧМ 1996 (7th) |

(скипы выделены полужирным шрифтом)